# Gnumeric
Gnumeric är ett fritt kalkylprogram som är en del av Gnome-projektet. Det är tillgängligt under GNU General Public License (GPL).

## Konkurrenter
- KSpread
- LibreOffice Calc
- Microsoft Excel
- Quattro Pro